# Basketballklubben BMS
|  | Denne artikel eller sektion om sport er forældet eller ikke opdateret. Se artiklens diskussionsside eller historik. 2008/2009 er et stykke tid siden.. |

 For alternative betydninger, se BMS.
Basketballklubben BMS eller bare BMS, er en basketballklub i lokalområdet Ballerup-Måløv-Skovlunde, deraf navnet. BMS spiller sine hjemmekampe og træner på Rosenlundskolen i Skovlunde, i Ballerup Super Arena eller i Højagerhallen i Ballerup. BMS blev stiftet i 1972 og har vundet danmarksmesterskaber for både herrer og damer (damerne i samarbejde med Herlev). BMS har i flere omgange arbejdet sammen med naboklubben Herlev Basketball Klub og har bl.a. i sæsonen 2008/2009 et fælles 1. divisionshold for damer, hvor målsætningen var at rykke op i den øverste række, Dameligaen.

## Klubbens historie
Klubben blev stiftet i 1972 og vandt sin første titel, da herrerne vandt Landspokalturneringen i 1981. BMS blev efterfølgende det første danske hold, som gik videre i en af de europæiske klubturneringer, da de kvalificerede sig til 2. runde i Europa Cup'en for pokalvindere, hvor modstanderen var de regerende verdensmestre for klubhold, Real Madrid. Foran en fyldt KB Hal blev det til en basketlektion og et nederlag på 84-135, mens det i returkampen blev 132-65 til Real Madrid.

### Første danmarksmesterskab
I 1982 vandt herrerne det første danmarksmesterskab til klubben i den første sæson, hvor man havde amerikaneren Otis Loyd tilknyttet. I samme sæson blev det til pokalmesterskaber til både damer og herrer.

### Fem DM-guld på fem år
Med point guarden Henrik Norre Nielsen som den helt store profil vandt BMS fem danske mesterskaber i træk i årene 1986-1990. I samme periode havde man også en de bedste udenlandske spillere i dansk basketball nogensinde, Ken Smith, og på sidelinjen havde man fra sæsonen 1987/88 den karismatiske coach Ed Visscher.
I 1993 slog interne og økonomiske problemer igennem på elitesiden, hvor damerne røg ud af den bedste række. I de følgende år var det småt med resultaterne.
I 1998 indgik BMS et elitesamarbejde med naboerne fra Herlev Basketball Klub, Herlev/BMS el. BMS/Herlev, et samarbejde der førte til et pokalmesterskab for dameholdet i 2000.

### BF Copenhagen
I sommeren 2002 indgik Herlev/BMS et samarbejde med en anden eliteoverbygning, Værløse/Farum (Værløse Basketball Klub og Farum Basketball Klub), som havde vundet pokaltitlen for herrer året inden og DM samme år. Herlev/BMS' damehold vandt DM i 2002. Yderligere to klubber, Alba fra Allerød og Skjold Birkerød, kom med i samarbejdet, som fik navnet BF Copenhagen. Det blev til pokalmesterskaber og DM for både herrer og damer i sæsonen 2002/2003, men i oktober 2003 gik BF Copenhagen konkurs efter en bedragerisag og blev trukket fra danmarksturneringen og de europæiske turneringer. Dermed måtte BMS og de øvrige klubber starte forfra i de sekundære divisioner. Sæsonen 2003/2004 spillede BMS' herrer i 3. Division Øst og damerne i 2. Division Øst.

## Klubbens resultater

### Herrer
- 6 DM-guld
- 6 pokalmesterskaber

### Damer
- 1 DM-guld (Herlev/BMS)
- 3 pokalmesterskaber (heraf 1 med Herlev/BMS)